# Stäubli
Stäubli je mezinárodní mechatronickou společností, známou zejména díky výrobě textilních strojů, rychlospojek a průmyslových robotů.

## Historie
Společnost Stäubli byla založena Rudolphem Schellingem a Hermannem Stäubli ve švýcarském Horgenu v roce 1892 pod jménem "Schelling & Stäubli" jako specializovaná dílna zaměřená na výrobu textilních listových strojů. V roce 1909 společnost otevřela nový výrobní závod ve Faverges, Horní Savojsko, Francie. Později v témže roce po smrti Rudolpha Schellinga byla společnost přejmenována na "Gebrüder Stäubli" ("Bratři Stäubli")
V roce 1956 začala společnost Stäubli pronikat i do hydrauliky a pneumatiky a zahájila výrobu. Tak vznikla konektorová divize. Roku 1969 převzalo Stäubli německého výrobce textilních strojů Erich Trumpelt (založeno r. 1954 v Bayreuthu) a název společnosti se změnil na "Stäubli & Trumpelt". V roce 1982 došlo k další diverzifikaci zaměření společnosti, tentokrát do oblasti automatizace a robotiky. Roku 1983 odkoupilo Stäubli francouzského konkurenta Verdol SA a v Lyonu vznikla nová firma "Stäubli - Verdol SARL".
V roce 1989 Stäubli převzalo kontrolu nad americkou společností Unimation od společnosti Westinghouse, včetně britské divize umístěné v Telfordu. Roku 1994 následovala akvizice Zellweger Weaving Systems ve švýcarském městě Sargans, o čtyři roky později pak rozšířila společnost své portfolio o německého výrobce koberců Schönherr. V roce 2002 Stäubli získalo většinový podíl ve společnosti Multi-Contact, vedoucím výrobci elektrických konektorů. V roce 2004 pak společnost převzala robotovou divizi německého konkurenta Bosch Rexroth a zakomponovala jejich technologii do vlastní výrobní řady robotů. V roce 2007 se součástí skupiny Stäubli Group stala italská elektrotechnická společnost DEIMO.
Dnes je skupina Stäubli Group mezinárodní společností s více než 4000 zaměstnanci po celém světě a ročním obratem přes jednu miliardu švýcarských franků. Celá skupina má 12 výrobních závodů a obchodní zastoupení přes pobočky a smluvní partnery v 50 zemích. Výrobní závody se nachází ve městech Allschwil, Bayreuth, Carate Brianze, Chemnitz, Duncan, Essen, Faverges, Hangzhou, Hésingue, Lyon, Sargans a Weil am Rhein.

## Divize
Od svého založení v roce 1892 expandovalo Stäubli do tří různých oblastí výroby a služeb:
- Stäubli Textile je pozůstatkem původního zaměření společnosti a působí nyní v několika zemích. Zabývá se výrobou listových strojů, textilních strojů pro tkaní včetně prošlupních zařízení, žakárových strojů, strojů pro tkaní koberců a systémů pro přípravu před tkaním.
- Stäubli Connectors vyrábí rychlospojky, jednoduché spojky i systémy multinapojení pro všechny druhy kapalin, plynů a elektrické energie. Zabývá se také systémy pro rychlou výměnu forem včetně upínacích systémů a dále systémy pro výměnu nástrojů u průmyslových robotů.
- Stäubli Robotics je divizí Stäubli zaměřenou na automatizaci a robotiku založenou v roce 1982. Vyrábí zejména čtyřosé SCARA a šestiosé roboty pro průmyslovou automatizaci ve všech odvětvích, včetně systémů řízení a softwaru.

## Stäubli v ČR
Česká pobočka společnosti pod názvem Stäubli Systems, s.r.o. byla založena v dubnu 2005 jako zastoupení konektorové divize. Jako sídlo firmy byly vybrány Pardubice, průmyslové centrum s velmi dobrou dopravní dostupností. V Pardubicích najdete technickou podporu pro všechny divize, logistické zázemí, sklad a také školící centrum robotové divize.
V březnu 2006 začala česká pobočka aktivně pracovat v oblasti elektrických konektorů a převzala zastoupení firmy Multi-Contact, která také patří do skupiny Stäubli. Na podzim 2007 pak následovalo otevření robotové divize, čímž se pole působnosti zkompletovalo. Pobočka má v současnosti na starosti rovněž Slovensko, Maďarsko, Rumunsko, Bulharsko, Slovinsko, Chorvatsko, Srbsko a další země jihovýchodní Evropy - ve všech těchto zemích se stará o kompletní obchodní aktivity, technickou podporu i servis, což zajišťuje tým více než 50 zaměstnanců.